# Knut Lönngren
Johan Peter Knut Lönngren, född 27 september 1816, död 26 juni 1874, var en svensk kyrkomusiker och tonsättare. Han tog organistexamen 1836 vid Musikaliska akademiens undervisningsverk. Han bildade Växjö sångförening 1860.

## Biografi
Lönngren var organist i Skeppsholmskyrkan i Skeppsholmens församling i Stockholm. Han blev 1848 domkyrkoorganist i Växjö församling, samt director musices vid Växjö läroverk 1848–1874. Han invaldes 10 juni 1843 som agré nummer 5 i Kungliga Musikaliska Akademien och som associé nummer 67 den 16 december 1854.
Lönngren ledde under 1850-1860-talet olika körer i Växjö. Lönngrens notsamling finns bevarad på Växjö bibliotek. Han grundande 1867 Växjö musiksällskap.

## Verklista

### Orkesterverk
- Symfoni i d-moll
- Symfoni

### Kammarmusik
- Nocturne för violin och piano forte.

### Pianoverk
- Nocturne
- Fjärilen, salongsstycke.
- Sonat i d-moll
- Chanson érotique, op. 12.
- La romantique, op. 15. Nocturne för fortepiano.
- Två salongsstycken, op. 17.
  - På vattnet
  - Nocturno
- Tarantelle, op. 18.
- Gallop scherzo.
- Introduktion och variationer och en tema för piano.forte.
- Fantasi över svenska folkvisor, för piano forte.
- Fantasi och variationer på ett tema från operan Norma. Tillägnad C. A. Lind af Hageby.

#### Fyrhändigt piano
- Symfoni i d-moll av Knut Lönngren, arrangerad för fyrhändigt piano.

### Orgelverk
- Sonat i c-moll, tillägnad Erik Drake. Utgiven på Abr. Hirsch, Stockholm.
  - 1. Allegro maestoso
  - 2. Trio (Andante cantabile)
  - 3. Allegro risoluto

### Sång
- Sång på vattnet (Sång för tre stämmor, orgel och basun).
- Hymn för sopran eller tenor solo, kör för mansröster med orgelackompanjemang ("Allt fullkomnat är o Jesu!"). Op. 16.